# Rover
För andra betydelser, se Rover (olika betydelser).

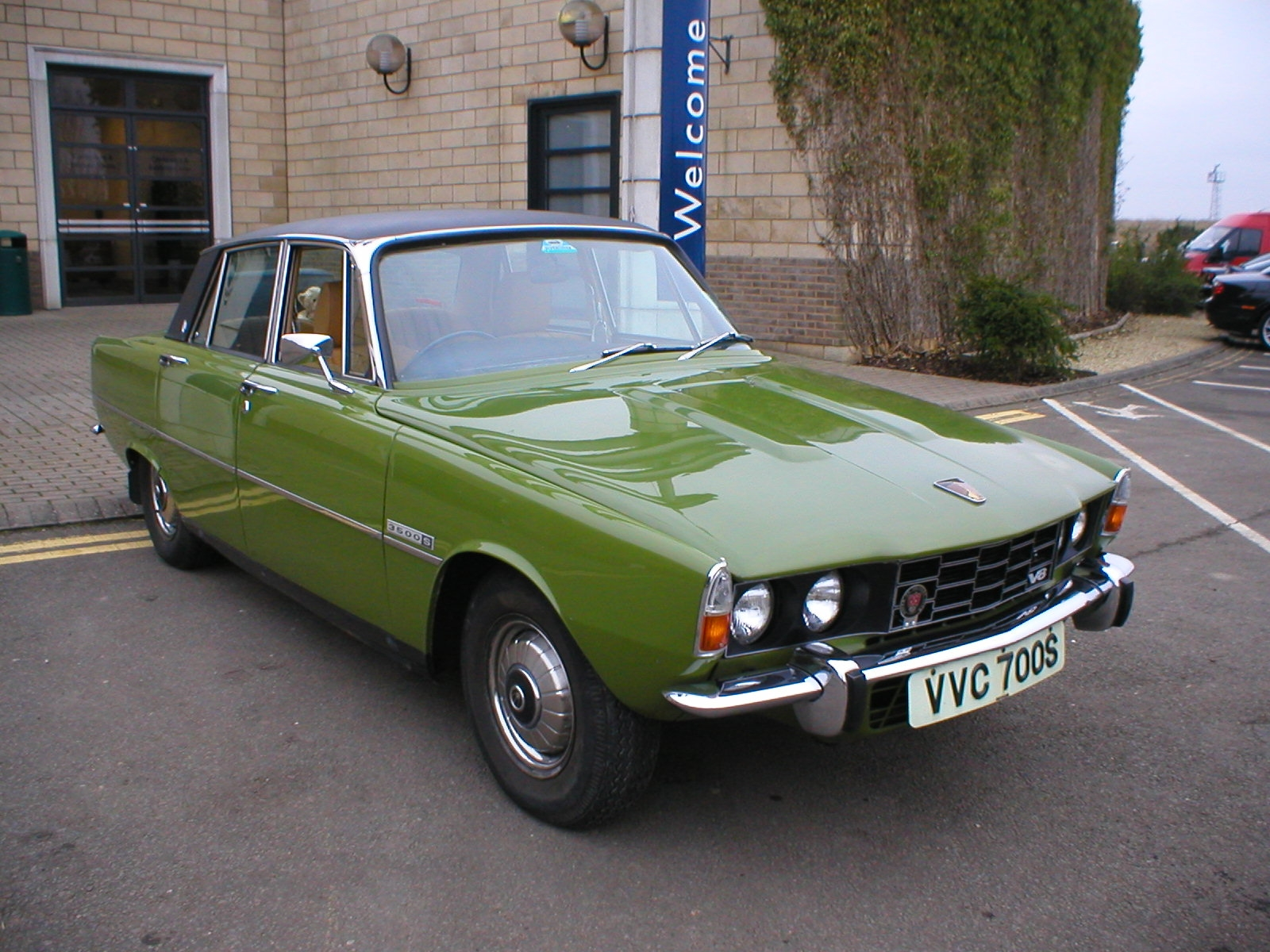
Den sista tillverkade Rover P6 från 1977.

Rover var ett brittiskt bilmärke, vars namnrättigheter sedan år 2008 ägs av Tata Motors. För närvarande produceras inga bilar under namnet Rover efter det att ägarföretaget MG Rover gick i konkurs i april 2005. Rovers tidigare modellprogram utgör istället basen för de kinesiska bilmärkena Roewe och MG vilka tillverkas av Shanghai Automotive Industry Corporation (SAIC).

## Historia

Rover 8HP Two-seater från 1904 i London to Brighton Veteran Car Run 2010

Det första fordon som bar namnet Rover (strövare, vandrare) var en trehjulig cykel som lanserades 1883 av den framgångsrika cykeltillverkaren Starley & Sutton Co i Coventry. År 1885 kom säkerhetscykeln Rover Safety Bicycle, som ofta räknas som den första moderna cykeln. Cykeln kom att bli så framgångsrik att ordet "rover" överfördes till både polska och vitryska som ordet för cykel. Kring sekelskiftet bytte företaget namn till Rover Cycle Co, och 1901 presenterade man sin första bilmodell, den tvåsitsiga Rover Eight. Tillverkningen av cyklar och motorcyklar upphörde 1925 och företaget inriktade sig nu på att producera exklusiva mellanklassbilar.
Rover hade gyllene år under efterkrigsboomen, inte minst eftersom man utöver sina eleganta sedanbilar också sålde stora volymer av terrängbilen Land Rover. 1963 lanserades Rover P6 som blev vald till Årets bil i Europa 1964.

### British Leyland

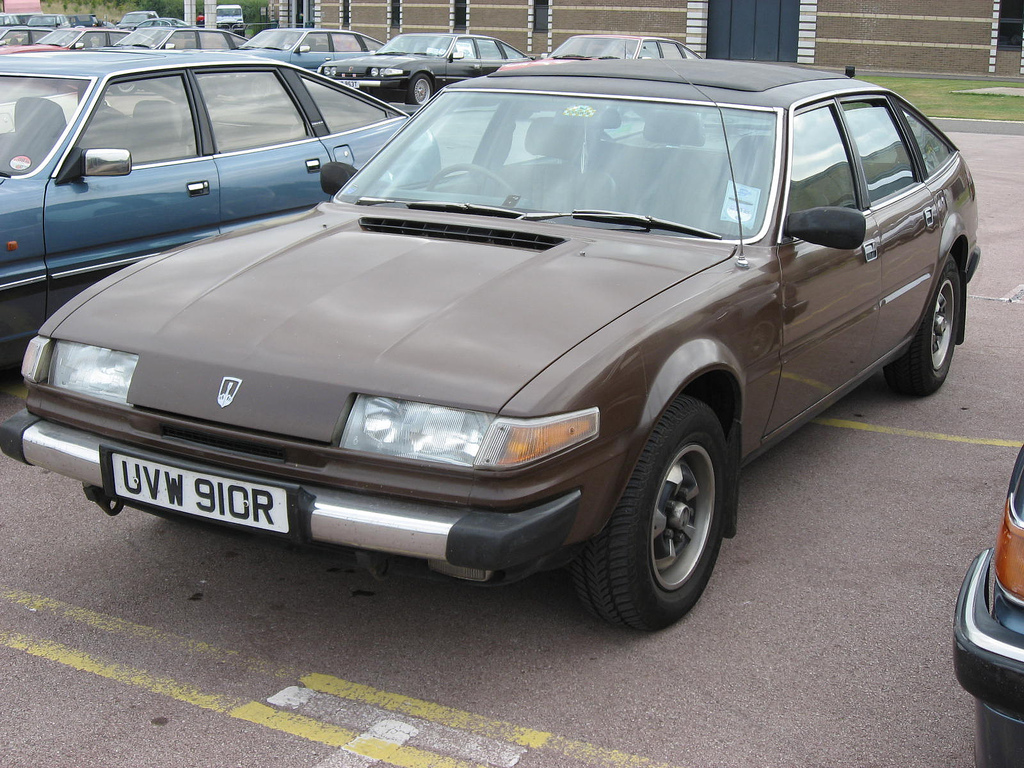
Rover SD1

Efter att man 1967 blev en del av British Leyland Motor Corporation rönte man nya framgångar med den exklusiva stadsjeepen Range Rover. Under 1970-talet fick den brittiska bilindustrin allvarliga problem, och British Leyland nationaliserades 1975. 1979 inledde man ett omfattande samarbete med Honda, och under namnet Austin Rover Group satsade man på att bygga billiga mellanklassbilar för gemene man. En rad modeller samutvecklades med Honda, och sakta men säkert började man återfå den image av kvalitet och exklusivitet som man tidigare haft. 1988 blev Rover åter privatägt när det förvärvades av British Aerospace. 

### BMW

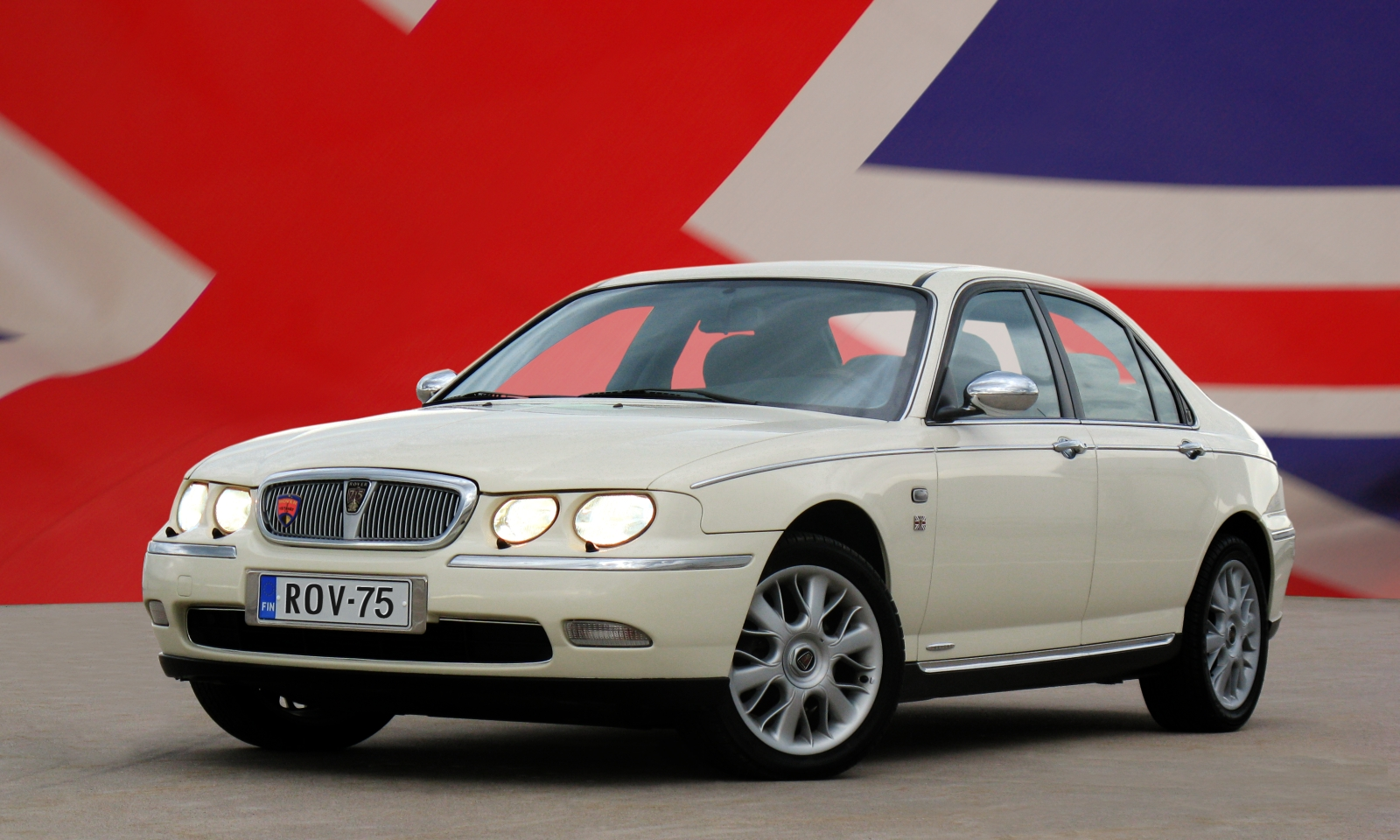
Rover 75

BMW köpte företaget 1994 som ett led i att expandera koncernen. Rover blev känt som en stor förlustaffär ("den engelska patienten") för BMW som sålde vidare företaget 2000 efter att ha investerat betydande belopp bland annat i utvecklingen av modellprogrammet Rover 25-45-75. Anledningen till problemen torde vara att British Aerospace inte investerade tillräckligt i produktutveckling, vilket innebar att Rover vid BMW:s övertagande stod med ett föråldrat modellprogram och vikande försäljningssiffror. 
Rover ingick från och med 2000 tillsammans med MG i MG Rover Group som ägdes av en grupp amerikanska investerare (Phoenix Venture Holdings). BMW behöll märket Mini och sålde märket Land Rover till Ford. Under BMW-tiden etablerades Rover via BMW:s återförsäljare på den svenska marknaden men fick sedan ett betydligt glesare återförsäljarnät. Företaget satsade istället på den brittiska hemmamarknaden. MG Rover Group gick i konkurs 2005 på grund av för låga produktionsvolymer och otillräckliga satsningar på produktutveckling. Företaget var den sista oberoende brittiska biltillverkaren. 

### SAIC
Den intellektuella äganderätten till en del av Rover-modellerna köptes av Shanghai Automotive Industry Corporation (SAIC) som i det längsta förde samtal om köp av hela företaget. Ford utnyttjade dock sin förköpsrätt för Rover-namnet, så de numera Kina-tillverkade bilarna kom istället att säljas under namnet Roewe (som betyder "heder och prestige" på kinesiska). Parallellt med detta fortsatte den likaledes kinesiska Nanjing Automobile Group - som köpt ut namnet MG ur konkursboet - att producera snarlika bilar under namnet MG. Under 2007 kom således den gamla modellen Rover 75 att produceras både som Roewe 750 av SAIC och som MG 7 av Nanjing Auto. I december 2007 meddelades att SAIC och Nanjing Auto skulle fusioneras, vilket innebär att större delen av MG Rover Group sedan år 2008 åter hamnat under samma ägare - denna gång den kinesiska staten.
I samband med biltillverkaren Tata Motors uppköp av bilmärkena Jaguar och Land Rover från Ford år 2008 fick detta indiska företag även dessutom överta varumärket Rover.

## Bilmodeller
- Rover SD1
- Rover P4
- Rover P5
- Rover P6

- Rover 100 (Mini Metro)
- Rover 200
- Rover 400
- Rover 600
- Rover 800 (Sterling i USA)

- Rover 75
- Rover 25
- Rover 45
- Rover Streetwise
- CityRover